# 涪州 (唐朝)
涪州，中国古代的州。
唐朝武德元年（618年），分渝州的涪陵镇置，以“在蜀江之南，涪江之西，故为名”（《元和郡县志》）。天宝初年改涪陵郡，乾元初年复为涪州。治所在涪陵县（今重庆市涪陵区）。下辖五县：涪陵县、宾化县、武龙县、乐温县、温山县。辖境相当今重庆市涪陵、南川、武隆、长寿等区、市、县地。土贡：麸金、文刀、獠布、蜡。户九千四百，口四万四千七百二十二。宋朝时略小。属夔州路。元朝至元二十年（1283年），废涪陵县入州，翌年改属重庆路。明、清属重庆府。清不辖县。1913年改为涪陵县。 
| 唐朝涪州辖县 | 唐朝涪州辖县                                                 |
| ------------ | ------------------------------------------------------------ |
| 618年        | 涪陵县、武龙县                                               |
| 619年        | 涪陵县、武龙县（增永安县）                                   |
| 626年        | 涪陵县、武龙县、永安县（温山县、乐温县来属）                 |
| 637年        | 涪陵县、武龙县、永安县、温山县、乐温县（增隆化县）           |
| 712年        | 涪陵县、武龙县、永安县、温山县、乐温县、隆化县（改为宾化县） |
| 714年        | 涪陵县、武龙县、乐温县、宾化县（废除永安县、温山县）         |
| 808年        | 涪陵县、武龙县、乐温县、宾化县（增温山县）                   |

唐朝涪州刺史
- 田世康（623年）
- 孙荣（贞观年间）
- 权文诞（贞观年间）
- 夏侯绚（650年—652年）
- 柳宝积（显庆年间—661年）
- 郑钦言（唐高宗时）
- 宋祯（天授年间）
- 杜贤意（武周时）
- 杨思（705年—706年）
- 平贞昚（神龙年间，未任）
- 朱敬则（706年，未任）
- 周利贞（712年—714年）
- 颜谋道（717年—718年）
- 李延光（719年）
- 涪陵郡太守
- 郑令珪（763年）
- 刘逸（唐肃宗、唐代宗时）
- 郑先进（大历年间）
- 王纵（大历年间）
- 王仙鹤（大历年间）
- 吴诜（788年）
- 裴郧（贞元年间）
- 路怤（798年）
- 南承嗣（贞元末年）
- 李紩（元和年间）
- 宋君平（820年）
- 李续（827年）
- 杨成器（大和年间）
- 韩秀升（882年）
- 张濬（光启年间）
- 尚汝贞（唐昭宗初年）
- 王宗本（903年—907年）
- 韩君祐